# Letoia ephippiata
Letoia ephippiata là một loài nhện trong họ Salticidae.
Loài này thuộc chi Letoia. Letoia ephippiata được Eugène Simon miêu tả năm 1900.